# 巴尔坎纳巴德
巴尔坎纳巴德，前稱涅比特-達格（意為「油山」），是土庫曼斯坦西部的一個城市、巴爾坎州首府。2006年人口87,822人。
1933年因外里海鐵路而建立。經濟以石化工業為主。